# Janet Hardy
Janet W. Hardy es una escritora y educadora sexual estadounidense, fundadora de la editorial Greenery Press. Es conocida bajo los seudónimos de Catherine A. Liszt y Lady Green. Es autora y coautora de diez libros, y es frecuente colaboradora de la escritora estadounidense Dossie Easton.
== Apariciones en películas ==
* BDSM: its not what you think (2008)
* Vice & Consent (2005)
* "Sex TV"—Girl Show/The Ethical Slut/Sex and the Beard? (2002)
* Beyond Vanilla (2001)
* The Dr. Susan Block Show (1996)